# 김명희
김명희(金命喜, 1788년 ~ 1857년)는 조선 후기의 서예가이다. 본관은 경주. 자는 성원(性源), 호는 산천(山泉). 추사 김정희의 아우이다.

## 참고 문헌
- 고종실록(高宗實錄)
- 해동금석원(海東金石苑)

## 같이 보기
- 유희해(중국어판)